# 桂齡 (道光年間侍郎)
桂齡（1770年—1837年），字丹圃，号香岩，張氏，内务府汉军正黄旗人。乾隆壬子举人，嘉庆丙辰进士。

## 生平
嘉庆元年，任内阁中书；
嘉庆五年，顺天乡试同考官；
嘉庆十三年，湖北乡试副考官；
嘉庆十八年，礼部主客司郎中；
嘉庆二十年，内阁侍读学士；
嘉庆二十二年，太常寺少卿；
嘉庆二十四年，奉天府府丞兼学政；
道光四年，太常寺卿；
道光八年，大理寺卿；
道光九年，督察院左副都御史；
道光十年，礼部右侍郎；
道光十三年，户部左侍郎；
道光十四年，吏部右侍郎署兵部左侍郎，管理咸安宫官学事务；
道光十五年，太仆寺卿；
道光十七年，兼署光禄寺卿，卒。
与内务府镶黄旗汉军进士高鹗时有诗歌唱和，高鹗《月小山房遗稿》中有《赠桂香岩同年》二诗。府址在兵马司胡同。

## 家族
- 父法良，乾隆甲子举人，河南陈州府知府，善书画；母李氏，乾隆丁巳進士李質穎堂侄女。
- 兄百齡，乾隆壬辰进士，三等男爵，两广、两江总督、协办大学士，谥文敏。
- 兄碩齡，江南盐巡道。
- 弟仁齡，廪膳生。
- 子保忠，湖北知州。保勋，改名保桢，四品蔭生，山西知县，后过繼给胞兄碩齡为嗣。保廉，杭州理事同知 （养父仁齡），妻尚氏（父内务府正白旗汉军、江西景德镇同知尚寧瑞（又尚凝瑞））。
- 孫玉琦；
- 堂侄保淳，嘉庆庚辰进士，广东惠州府龙川县知县；
- 侄扎拉芬，袭三等男；
- 侄孙玉年，三等男，内务府掌仪司员外郎；
- 侄孙玉昌，湖北云梦县知县。